# 衛生福利部新營醫院
衛生福利部新營醫院，簡稱新營醫院，為一間中華民國衛生福利部所屬的醫院。位於臺南市新營區。
北門分院因2012年火災封院。2018年新營醫院與臺南市府合作，將此改建為臺南市北門綜合長照機構，2022年完工啟用。

## 歷史
- 1948年1月1日，臺南縣衛生院門診部改組成立臺南縣立醫院。
- 1976年，改制為臺灣省立臺南醫院新營分院。
- 1980年，改制為臺灣省立新營醫院。
- 1991年5月，升格為地區教學醫院。
- 1992年，奉臺灣省政府委員會指示，擴建北門烏腳病防治中心，改隸新營醫院北門分院。
- 1995年，於臺南縣政府提撥之臺南縣忠烈祠原址興建之醫療大樓竣工。
- 1999年，改制為行政院衛生署新營醫院。
- 2012年10月23日，北門院區發生火警事故，造成13人死亡。
- 2013年7月23日，隨行政院衛生署改組升格而更名為衛生福利部新營醫院。